# Stoebe alopecuroides
Stoebe alopecuroides là một loài thực vật có hoa trong họ Cúc. Loài này được (Lam.) Less. miêu tả khoa học đầu tiên.